# Górna Saona
Górna Saona (fr. Haute-Saône, wymowaⓘ) – francuski departament położony w regionie Burgundia-Franche-Comté. Departament oznaczony jest liczbą 70. Departament został utworzony 4 marca 1790 roku.
Według danych na rok 2012 liczba zamieszkującej departament ludności wynosi 239 548 os. (44 os./km²); powierzchnia departamentu to 5360 km². Ośrodkiem administracyjnym (prefekturą) i największym miastem departamentu jest Vesoul.
W 2023 roku w skład departamentu wchodziło 539 min (lista).

## Miejscowości
Największe miejscowości departamentu (w nawiasach liczba ludności w 2021 roku):

- Vesoul (15 130)
- Héricourt (10 478)
- Lure (7918)
- Luxeuil-les-Bains (6659)
- Gray (5551)
- Fougerolles-Saint-Valbert (3780)
- Champagney (3700)
- Échenoz-la-Méline (3225)
- Port-sur-Saône (2977)
- Saint-Loup-sur-Semouse (2944)
- Ronchamp (2746)
- Arc-lès-Gray (2451)
- Vaivre-et-Montoille (2428)
- Rioz (2420)
- Froideconche (1981)
- Noidans-lès-Vesoul (1976)
- Saint-Sauveur (1938)
- Plancher-Bas (1863)
- Mélisey (1662)
- Champlitte (1618)
- Navenne (1596)
- Jussey (1542)
- Scey-sur-Saône-et-Saint-Albin (1530)
- Marnay (1525)